# O'Fallon (Missouri)
Pour les articles homonymes, voir O'Fallon.
O’Fallon est une ville des États-Unis, située dans l'État du Missouri et le comté de Saint Charles.